# Qualificações para o Campeonato Europeu de Futebol de 2000
A Qualificação para o Campeonato Europeu de Futebol de 2000 é uma competição de futebol na qual se definirão 14 seleções que irão participar no Campeonato Europeu de Futebol de 2000, juntamente com a Bélgica e o Países Baixos, países sede.

## Fase de grupos
|  | Equipes qualificadas para o Campeonato Europeu de Futebol Sub-21 de 2019 |
|  | Play-offs                                                                |
|  | Equipes eliminadas                                                       |

### Grupo 1
| Pos | Equipe        | Pts | J | V | E | D | GP | GC | SG | Classificado           |  | ITA | DEN | SUI | WAL | BLR |
| --- | ------------- | --- | - | - | - | - | -- | -- | -- | ---------------------- |  | --- | --- | --- | --- | --- |
| 1   | Itália        | 15  | 8 | 4 | 3 | 1 | 13 | 5  | +8 | Eurocopa 2000          |  | —   | 2–3 | 2–0 | 4–0 | 1–1 |
| 2   | Dinamarca     | 14  | 8 | 4 | 2 | 2 | 11 | 8  | +3 | Avançar para play-offs |  | 1–2 | —   | 2–1 | 1–2 | 1–0 |
| 3   | Suíça         | 14  | 8 | 4 | 2 | 2 | 9  | 5  | +4 | Eliminado              |  | 0–0 | 1–1 | —   | 2–0 | 2–0 |
| 4   | País de Gales | 9   | 8 | 3 | 0 | 5 | 7  | 16 | −9 | Eliminado              |  | 0–2 | 0–2 | 0–2 | —   | 3–2 |
| 5   | Bielorrússia  | 3   | 8 | 0 | 3 | 5 | 4  | 10 | −6 | Eliminado              |  | 0–0 | 0–0 | 0–1 | 1–2 | —   |

1. 1 2  Pontos de confronto direto: Dinamarca 4, Suíça 1.

### Grupo 2
| Pos | Equipe    | Pts | J  | V | E | D | GP | GC | SG  | Classificado           |  | NOR | SVN | GRE | LVA | ALB | GEO |
| --- | --------- | --- | -- | - | - | - | -- | -- | --- | ---------------------- |  | --- | --- | --- | --- | --- | --- |
| 1   | Noruega   | 25  | 10 | 8 | 1 | 1 | 21 | 9  | +12 | Eurocopa 2000          |  | —   | 4–0 | 1–0 | 1–3 | 2–2 | 1–0 |
| 2   | Eslovênia | 17  | 10 | 5 | 2 | 3 | 12 | 14 | −2  | Avançar para play-offs |  | 1–2 | —   | 0–3 | 1–0 | 2–0 | 2–1 |
| 3   | Grécia    | 15  | 10 | 4 | 3 | 3 | 13 | 8  | +5  | Eliminado              |  | 0–2 | 2–2 | —   | 1–2 | 2–0 | 3–0 |
| 4   | Letónia   | 13  | 10 | 3 | 4 | 3 | 13 | 12 | +1  | Eliminado              |  | 1–2 | 1–2 | 0–0 | —   | 0–0 | 1–0 |
| 5   | Albânia   | 7   | 10 | 1 | 4 | 5 | 8  | 14 | −6  | Eliminado              |  | 1–2 | 0–1 | 0–0 | 3–3 | —   | 2–1 |
| 6   | Geórgia   | 5   | 10 | 1 | 2 | 7 | 8  | 18 | −10 | Eliminado              |  | 1–4 | 1–1 | 1–2 | 2–2 | 1–0 | —   |

### Grupo 3
| Pos | Equipe           | Pts | J | V | E | D | GP | GC | SG  | Classificado           |  | GER | TUR | FIN | NIR | MDA |
| --- | ---------------- | --- | - | - | - | - | -- | -- | --- | ---------------------- |  | --- | --- | --- | --- | --- |
| 1   | Alemanha         | 19  | 8 | 6 | 1 | 1 | 20 | 4  | +16 | Eurocopa 2000          |  | —   | 0–0 | 2–0 | 4–0 | 6–1 |
| 2   | Turquia          | 17  | 8 | 5 | 2 | 1 | 15 | 6  | +9  | Avançar para play-offs |  | 1–0 | —   | 1–3 | 3–0 | 2–0 |
| 3   | Finlândia        | 10  | 8 | 3 | 1 | 4 | 13 | 13 | 0   | Eliminado              |  | 1–2 | 2–4 | —   | 4–1 | 3–2 |
| 4   | Irlanda do Norte | 5   | 8 | 1 | 2 | 5 | 4  | 19 | −15 | Eliminado              |  | 0–3 | 0–3 | 1–0 | —   | 2–2 |
| 5   | Moldávia         | 4   | 8 | 0 | 4 | 4 | 7  | 17 | −10 | Eliminado              |  | 1–3 | 1–1 | 0–0 | 0–0 | —   |

### Grupo 4
| Pos | Equipe   | Pts | J  | V | E | D  | GP | GC | SG  | Classificado           |  | FRA | UKR | RUS | ISL | ARM | AND |
| --- | -------- | --- | -- | - | - | -- | -- | -- | --- | ---------------------- |  | --- | --- | --- | --- | --- | --- |
| 1   | França   | 21  | 10 | 6 | 3 | 1  | 17 | 10 | +7  | Eurocopa 2000          |  | —   | 0–0 | 2–3 | 3–2 | 2–0 | 2–0 |
| 2   | Ucrânia  | 20  | 10 | 5 | 5 | 0  | 14 | 4  | +10 | Avançar para play-offs |  | 0–0 | —   | 3–2 | 1–1 | 2–0 | 4–0 |
| 3   | Rússia   | 19  | 10 | 6 | 1 | 3  | 22 | 12 | +10 | Eliminado              |  | 2–3 | 1–1 | —   | 1–0 | 2–0 | 6–1 |
| 4   | Islândia | 15  | 10 | 4 | 3 | 3  | 12 | 7  | +5  | Eliminado              |  | 1–1 | 0–1 | 1–0 | —   | 2–0 | 3–0 |
| 5   | Armênia  | 8   | 10 | 2 | 2 | 6  | 8  | 15 | −7  | Eliminado              |  | 2–3 | 0–0 | 0–3 | 0–0 | —   | 3–1 |
| 6   | Andorra  | 0   | 10 | 0 | 0 | 10 | 3  | 28 | −25 | Eliminado              |  | 0–1 | 0–2 | 1–2 | 0–2 | 0–3 | —   |

### Grupo 5
| Pos | Equipe     | Pts | J | V | E | D | GP | GC | SG  | Classificado           |  | SWE | ENG | POL | BUL | LUX |
| --- | ---------- | --- | - | - | - | - | -- | -- | --- | ---------------------- |  | --- | --- | --- | --- | --- |
| 1   | Suécia     | 22  | 8 | 7 | 1 | 0 | 10 | 1  | +9  | Eurocopa 2000          |  | —   | 2–1 | 2–0 | 1–0 | 2–0 |
| 2   | Inglaterra | 13  | 8 | 3 | 4 | 1 | 14 | 4  | +10 | Avançar para play-offs |  | 0–0 | —   | 3–1 | 0–0 | 6–0 |
| 3   | Polónia    | 13  | 8 | 4 | 1 | 3 | 12 | 8  | +4  | Eliminado              |  | 0–1 | 0–0 | —   | 2–0 | 3–0 |
| 4   | Bulgária   | 8   | 8 | 2 | 2 | 4 | 6  | 8  | −2  | Eliminado              |  | 0–1 | 1–1 | 0–3 | —   | 3–0 |
| 5   | Luxemburgo | 0   | 8 | 0 | 0 | 8 | 2  | 23 | −21 | Eliminado              |  | 0–1 | 0–3 | 2–3 | 0–2 | —   |

1. 1 2  Pontos de confronto direto: Inglaterra 4, Polônia 1.

### Grupo 6
| Pos | Equipe     | Pts | J | V | E | D | GP | GC | SG  | Classificado           |  | ESP | ISR | AUT | CYP | SMR |
| --- | ---------- | --- | - | - | - | - | -- | -- | --- | ---------------------- |  | --- | --- | --- | --- | --- |
| 1   | Espanha    | 21  | 8 | 7 | 0 | 1 | 42 | 5  | +37 | Eurocopa 2000          |  | —   | 3–0 | 9–0 | 8–0 | 9–0 |
| 2   | Israel     | 13  | 8 | 4 | 1 | 3 | 25 | 9  | +16 | Avançar para play-offs |  | 1–2 | —   | 5–0 | 3–0 | 8–0 |
| 3   | Áustria    | 13  | 8 | 4 | 1 | 3 | 19 | 20 | −1  | Eliminado              |  | 1–3 | 1–1 | —   | 3–1 | 7–0 |
| 4   | Chipre     | 12  | 8 | 4 | 0 | 4 | 12 | 21 | −9  | Eliminado              |  | 3–2 | 3–2 | 0–3 | —   | 4–0 |
| 5   | San Marino | 0   | 8 | 0 | 0 | 8 | 1  | 44 | −43 | Eliminado              |  | 0–6 | 0–5 | 1–4 | 0–1 | —   |

1. 1 2  Pontos de confronto direto: Israel 4, Áustria 1.

### Grupo 7
| Pos | Equipe        | Pts | J  | V | E | D | GP | GC | SG  | Classificado  |  | ROU | POR | SVK | HUN | AZE | LIE |
| --- | ------------- | --- | -- | - | - | - | -- | -- | --- | ------------- |  | --- | --- | --- | --- | --- | --- |
| 1   | Romênia       | 24  | 10 | 7 | 3 | 0 | 25 | 3  | +22 | Eurocopa 2000 |  | —   | 1–1 | 0–0 | 2–0 | 4–0 | 7–0 |
| 2   | Portugal      | 23  | 10 | 7 | 2 | 1 | 32 | 4  | +28 | Eurocopa 2000 |  | 0–1 | —   | 1–0 | 3–0 | 7–0 | 8–0 |
| 3   | Eslováquia    | 17  | 10 | 5 | 2 | 3 | 12 | 9  | +3  | Eliminado     |  | 1–5 | 0–3 | —   | 0–0 | 3–0 | 2–0 |
| 4   | Hungria       | 12  | 10 | 3 | 3 | 4 | 14 | 10 | +4  | Eliminado     |  | 1–1 | 1–3 | 0–1 | —   | 3–0 | 5–0 |
| 5   | Azerbaijão    | 4   | 10 | 1 | 1 | 8 | 6  | 26 | −20 | Eliminado     |  | 0–1 | 1–1 | 0–1 | 0–4 | —   | 4–0 |
| 6   | Liechtenstein | 4   | 10 | 1 | 1 | 8 | 2  | 39 | −37 | Eliminado     |  | 0–3 | 0–5 | 0–4 | 0–0 | 2–1 | —   |

1. 1 2  Amarrado em pontos frente a frente (3). Saldo de gols no confronto direto: Azerbaijão +3, Liechtenstein -3.

### Grupo 8
| Pos | Equipe             | Pts | J | V | E | D | GP | GC | SG  | Classificado           |  | YUG | IRL | CRO | MKD | MLT |
| --- | ------------------ | --- | - | - | - | - | -- | -- | --- | ---------------------- |  | --- | --- | --- | --- | --- |
| 1   | Iugoslávia         | 17  | 8 | 5 | 2 | 1 | 18 | 8  | +10 | Eurocopa 2000          |  | —   | 1–0 | 0–0 | 3–1 | 4–1 |
| 2   | Irlanda            | 16  | 8 | 5 | 1 | 2 | 14 | 6  | +8  | Avançar para play-offs |  | 2–1 | —   | 2–0 | 1–0 | 5–0 |
| 3   | Croácia            | 15  | 8 | 4 | 3 | 1 | 13 | 9  | +4  | Eliminado              |  | 2–2 | 1–0 | —   | 3–2 | 2–1 |
| 4   | Macedônia do Norte | 8   | 8 | 2 | 2 | 4 | 13 | 14 | −1  | Eliminado              |  | 2–4 | 1–1 | 1–1 | —   | 4–0 |
| 5   | Malta              | 0   | 8 | 0 | 0 | 8 | 6  | 27 | −21 | Eliminado              |  | 0–3 | 2–3 | 1–4 | 1–2 | —   |

### Grupo 9
| Pos | Equipe               | Pts | J  | V  | E | D | GP | GC | SG  | Classificado           |  | CZE | SCO | BIH | LTU | EST | FRO |
| --- | -------------------- | --- | -- | -- | - | - | -- | -- | --- | ---------------------- |  | --- | --- | --- | --- | --- | --- |
| 1   | Tchéquia             | 30  | 10 | 10 | 0 | 0 | 26 | 5  | +21 | Eurocopa 2000          |  | —   | 3–2 | 3–0 | 2–0 | 4–1 | 2–0 |
| 2   | Escócia              | 18  | 10 | 5  | 3 | 2 | 15 | 10 | +5  | Avançar para play-offs |  | 1–2 | —   | 1–0 | 3–0 | 3–2 | 2–1 |
| 3   | Bósnia e Herzegovina | 11  | 10 | 3  | 2 | 5 | 14 | 17 | −3  | Eliminado              |  | 1–3 | 1–2 | —   | 2–0 | 1–1 | 1–0 |
| 4   | Lituânia             | 11  | 10 | 3  | 2 | 5 | 8  | 16 | −8  | Eliminado              |  | 0–4 | 0–0 | 4–2 | —   | 1–2 | 0–0 |
| 5   | Estónia              | 11  | 10 | 3  | 2 | 5 | 15 | 17 | −2  | Eliminado              |  | 0–2 | 0–0 | 1–4 | 1–2 | —   | 5–0 |
| 6   | Ilhas Faroé          | 3   | 10 | 0  | 3 | 7 | 4  | 17 | −13 | Eliminado              |  | 0–1 | 1–1 | 2–2 | 0–1 | 0–2 | —   |

1. 1 2 3  Pontos de confronto direto: Bósnia e Herzegovina 7, Lituânia 6, Estónia 4.

### Melhores segundos colocados
| Pos | Grp | Equipe     | Pts | J | V | E | D | GP | GC | SG | Classificado           |
| --- | --- | ---------- | --- | - | - | - | - | -- | -- | -- | ---------------------- |
| 1   | 7   | Portugal   | 13  | 6 | 4 | 1 | 1 | 11 | 3  | +8 | Eurocopa 2000          |
| 2   | 3   | Turquia    | 13  | 6 | 4 | 1 | 1 | 12 | 5  | +7 | Avançar para play-offs |
| 3   | 9   | Escócia    | 10  | 6 | 3 | 1 | 2 | 9  | 6  | +3 | Avançar para play-offs |
| 4   | 1   | Dinamarca  | 10  | 6 | 3 | 1 | 2 | 10 | 8  | +2 | Avançar para play-offs |
| 5   | 4   | Ucrânia    | 10  | 6 | 2 | 4 | 0 | 6  | 4  | +2 | Avançar para play-offs |
| 6   | 8   | Irlanda    | 10  | 6 | 3 | 1 | 2 | 6  | 4  | +2 | Avançar para play-offs |
| 7   | 6   | Israel     | 7   | 6 | 2 | 1 | 3 | 12 | 9  | +3 | Avançar para play-offs |
| 8   | 5   | Inglaterra | 7   | 6 | 1 | 4 | 1 | 5  | 4  | +1 | Avançar para play-offs |
| 9   | 2   | Eslovênia  | 7   | 6 | 2 | 1 | 3 | 6  | 12 | −6 | Avançar para play-offs |

## Play-offs
| Equipe 1  | Total    | Equipe 2   | 1.º jogo | 2.º jogo |
| --------- | -------- | ---------- | -------- | -------- |
| Escócia   | 1–2      | Inglaterra | 0–2      | 1–0      |
| Israel    | 0–8      | Dinamarca  | 0–5      | 0–3      |
| Eslovênia | 3–2      | Ucrânia    | 2–1      | 1–1      |
| Irlanda   | 1–1 (gf) | Turquia    | 1–1      | 0–0      |

## Equipas classificadas
Em negrito estão as edições em que a seleção foi campeã em itálico estão as edições em que a seleção foi anfitriã.
| País          | Método de qualificação | Data de qualificação   | Participações                                |
| ------------- | ---------------------- | ---------------------- | -------------------------------------------- |
| Bélgica       | Anfitriã               | 18 de janeiro de 1998  | 3 (1972, 1980, 1984)                         |
| Países Baixos | Anfitriã               | 18 de janeiro de 1998  | 5 (1976, 1980, 1988, 1992, 1996)             |
| Itália        | Grupo 1 (campeão)      | 9 de outubro de 1999   | 4 (1968, 1980, 1988, 1996)                   |
| Noruega       | Grupo 2 (campeão)      | 8 de setembro de 1999  | Estreante                                    |
| Alemanha      | Grupo 3 (campeão)      | 9 de outubro de 1999   | 7 (1972, 1976, 1980, 1984, 1988, 1992, 1996) |
| França        | Grupo 4 (campeão)      | 9 de outubro de 1999   | 4 (1960, 1984, 1992, 1996)                   |
| Suécia        | Grupo 5 (campeão)      | 8 de setembro de 1999  | 1 (1992)                                     |
| Espanha       | Grupo 6 (campeão)      | 8 de setembro de 1999  | 5 (1964, 1980, 1984, 1988, 1996)             |
| Romênia       | Grupo 7 (campeão)      | 9 de outubro de 1999   | 2 (1984, 1996)                               |
| Iugoslávia    | Grupo 8 (campeão)      | 9 de outubro de 1999   | 4 (1960, 1968, 1976, 1984)                   |
| Tchéquia[a]   | Grupo 9 (campeão)      | 9 de junho de 1999     | 4 (1960, 1976, 1980, 1996)                   |
| Portugal      | Melhor 2° colocado     | 9 de outubro de 1999   | 2 (1984,1996)                                |
| Dinamarca     | Repescagem             | 17 de novembro de 1999 | 5 (1964, 1984, 1988, 1992, 1996)             |
| Inglaterra    | Repescagem             | 17 de novembro de 1999 | 5 (1968, 1980, 1988, 1992, 1996)             |
| Eslovênia     | Repescagem             | 17 de novembro de 1999 | Estreante                                    |
| Turquia       | Repescagem             | 17 de novembro de 1999 | 1 (1996)                                     |

Notas
[a] ^ : A República Checa pelo período de 1960-92 competiu como Checoslováquia.

## Artilharia
| Pos. | Jogador           | País                 | Gols | Tempo jogando |
| ---- | ----------------- | -------------------- | ---- | ------------- |
| 1    | Raúl              | Espanha              | 11   | 691'          |
| 2    | Zlatko Zahovič    | Eslovênia            | 9    | 988'          |
| 3    | João Pinto        | Portugal             | 8    | 788'          |
| 4    | Oliver Bierhoff   | Alemanha             | 7    | 720'          |
| 5    | Ismael Urzaiz     | Espanha              | 6    | 254'          |
| 5    | Jan Koller        | Tchéquia             | 6    | 300'          |
| 5    | Elvir Baljić      | Bósnia e Herzegovina | 6    | 497'          |
| 5    | Jon Dahl Tomasson | Dinamarca            | 6    | 520'          |
| 5    | Ricardo Sá Pinto  | Portugal             | 6    | 737'          |
| 5    | Rui Costa         | Portugal             | 6    | 861'          |
| 5    | Alan Shearer      | Inglaterra           | 6    | 900'          |